# Thế vận hội Mùa hè 1968
Thế vận hội Mùa hè 1968 (tiếng Tây Ban Nha: Juegos Olímpicos de Verano de 1968), tên chính thức là Thế vận hội Mùa hè lần thứ XIX (tiếng Tây Ban Nha: Juegos de la XIX Olimpiada) và được quảng bá chính thức là Mexico 1968 (tiếng Tây Ban Nha: México 1968), là một sự kiện thể thao đa môn quốc tế được tổ chức từ ngày 12 đến 27 tháng 10 năm 1968 tại Thành phố Mexico, Mexico. Đây là kỳ Thế vận hội đầu tiên được tổ chức tại khu vực Mỹ Latinh, lần đầu tiên tại một quốc gia nói tiếng Tây Ban Nha, và cũng là lần đầu tiên được tổ chức tại khu vực Nam bán cầu địa chính trị (Global South). Do đó, đây cũng là lần đầu tiên có hai kỳ Thế vận hội liên tiếp không được tổ chức tại châu Âu. Thế vận hội 1968 cũng đánh dấu lần đầu tiên sử dụng đường chạy mặt nhẵn chịu mọi thời tiết thay cho đường chạy than xỉ truyền thống trong các môn điền kinh, và lần đầu tiên sử dụng hoàn toàn thiết bị bấm giờ điện tử.
Đây là kỳ Thế vận hội thứ ba diễn ra vào quý cuối năm, sau Melbourne 1956 và Tokyo 1964. Phong trào Sinh viên Mexico năm 1968 đã bị chính quyền đàn áp ngay trước thềm Thế vận hội, khiến kỳ đại hội này gắn liền với cuộc đàn áp chính trị tại nước chủ nhà.
Hoa Kỳ giành được nhiều huy chương vàng và tổng số huy chương nhất trong kỳ đại hội này — lần cuối cùng họ đạt được thành tích đó cho đến Thế vận hội Mùa hè 1984.

## Giành quyền đăng cai
Ngày 18 tháng 10 năm 1963 tại kỳ họp IOC lần thứ 60 tại Baden-Baden, Tây Đức, Thành phố Mexico đứng đầu nhóm ứng cử viên giành quyền đăng cai Olympic 1968 Detroit, Buenos Aires và Lyon.
| Thành phố        | Quốc gia  | Vòng 1 |
| Thành phố México | Mexico    | 30     |
| Detroit          | Hoa Kỳ    | 14     |
| Lyon             | Pháp      | 12     |
| Buenos Aires     | Argentina | 2      |

## Các môn thi đấu
Chương trình Thế vận hội Mùa hè 1968 bao gồm 172 nội dung thi đấu thuộc các 18 môn thể thao sau:
- Thể thao dưới nước
  -  Nhảy cầu (4)

- -  Bơi lội (29)

- -  Bóng nước (1)

- Điền kinh (36)

- Bóng rổ (1)

- Quyền Anh (11)

- Canoeing (7)

- Xe đạp

- - Đường trường (2)
  - Lòng chảo (5)
- Đua ngựa

- - Biểu diễn (dressage) (2)
  - Tổng hợp (eventing) (2)
  - Vượt rào (jumping) (2)
- Đấu kiếm (8)

- Khúc côn cầu trên cỏ (1)

- Bóng đá (1)

- Thể dục dụng cụ (14)

- Năm môn phối hợp hiện đại (2)

- Chèo thuyền (7)

- Thuyền buồm (5)

- Bắn súng (7)

- Bóng chuyền (2)

- Cử tạ (7)

- Vật

- - Tự do (8)
  - Greco-Roman (8)

### Thể thao biểu diễn
- Basque pelota
- Quần vợt

## Các quốc gia tham dự
Đông Đức và Tây Đức lần đầu tiên thi đấu với tư cách hai quốc gia riêng biệt tại một kỳ Thế vận hội Mùa hè, và sẽ tiếp tục như vậy cho đến năm 1988. Barbados tham dự Thế vận hội lần đầu tiên với tư cách một quốc gia độc lập. Cũng lần đầu tiên góp mặt tại một kỳ Thế vận hội Mùa hè gồm có: Honduras thuộc Anh (nay là Belize), Cộng hòa Trung Phi, Cộng hòa Dân chủ Congo (dưới tên Congo-Kinshasa), El Salvador, Guinea, Honduras, Kuwait, Nicaragua, Paraguay, Sierra Leone và Quần đảo Virgin thuộc Hoa Kỳ.
Singapore trở lại Thế vận hội với tư cách một quốc gia độc lập sau khi từng thi đấu trong đội tuyển Malaysia năm 1964. Suriname và Libya thực sự thi đấu lần đầu tiên tại kỳ này (trước đó, họ từng tham dự lễ khai mạc vào các năm 1960 và 1964 nhưng vận động viên đều rút lui, không thi đấu). Cộng hòa Nhân dân Trung Hoa đã không tham dự Thế vận hội kể từ năm 1952 do rút khỏi Ủy ban Olympic Quốc tế vì tranh chấp với Trung Hoa Dân Quốc (Đài Loan) về quyền đại diện cho Trung Quốc.
| \| - Afghanistan (5) - Algérie (3) - Argentina (89) - Úc (128) - Áo (43) - Bahamas (16) - Barbados (9) - Bỉ (82) - Bermuda (6) - Bolivia (4) - Brasil (76) - Belize (7) - Bulgaria (112) - Miến Điện (4) - Cameroon (5) - Canada (138) - Trung Phi (1) - Ceylon (3) - Tchad (3) - Chile (21) - Colombia (43) - Cộng hòa Dân chủ Congo (5) - Costa Rica (18) - Bờ Biển Ngà (10) - Cuba (115) - Tiệp Khắc (121) - Đan Mạch (64) - Cộng hòa Dominica (18) \| \| - Ecuador (15) - Ai Cập (30) - El Salvador (60) - Ethiopia (18) - Fiji (1) - Phần Lan (66) - Pháp (200) - Đông Đức (226) - Tây Đức (275) - Ghana (31) - Anh Quốc (225) - Hy Lạp (44) - Guatemala (48) - Guinée (15) - Guyana (5) - Honduras (6) - Hồng Kông (11) - Hungary (167) - Iceland (8) - Ấn Độ (25) - Indonesia (6) - Iran (14) - Iraq (3) - Ireland (31) - Israel (29) - Ý (167) - Jamaica (25) - Nhật Bản (171) \| \| - Kenya (39) - Hàn Quốc (54) - Kuwait (2) - Liban (11) - Libya (1) - Liechtenstein (2) - Luxembourg (5) - Madagascar (4) - Malaysia (31) - Mali (2) - Malta (1) - México (275) (chủ nhà) - Monaco (2) - Mông Cổ (16) - Maroc (24) - Hà Lan (107) - Antille thuộc Hà Lan (5) - New Zealand (52) - Nicaragua (11) - Niger (2) - Nigeria (36) - Na Uy (46) - Pakistan (15) - Panama (16) - Paraguay (1) - Perú (28) - Philippines (49) - Ba Lan (177) \| \| - Bồ Đào Nha (20) - Puerto Rico (58) - România (82) - San Marino (4) - Sénégal (21) - Sierra Leone (3) - Singapore (4) - Liên Xô (312) - Tây Ban Nha (122) - Sudan (5) - Suriname (1) - Thụy Điển (100) - Thụy Sĩ (85) - Syria (2) - Đài Loan (43) - Tanzania (4) - Thái Lan (41) - Trinidad và Tobago (19) - Tunisia (7) - Thổ Nhĩ Kỳ (29) - Uganda (11) - Hoa Kỳ (357) - Uruguay (27) - Venezuela (23) - Việt Nam (9) - Quần đảo Virgin thuộc Mỹ (6) - Nam Tư (69) - Zambia (7) \| |  | |  | |  | |
| - Afghanistan (5) - Algérie (3) - Argentina (89) - Úc (128) - Áo (43) - Bahamas (16) - Barbados (9) - Bỉ (82) - Bermuda (6) - Bolivia (4) - Brasil (76) - Belize (7) - Bulgaria (112) - Miến Điện (4) - Cameroon (5) - Canada (138) - Trung Phi (1) - Ceylon (3) - Tchad (3) - Chile (21) - Colombia (43) - Cộng hòa Dân chủ Congo (5) - Costa Rica (18) - Bờ Biển Ngà (10) - Cuba (115) - Tiệp Khắc (121) - Đan Mạch (64) - Cộng hòa Dominica (18) |  | - Ecuador (15) - Ai Cập (30) - El Salvador (60) - Ethiopia (18) - Fiji (1) - Phần Lan (66) - Pháp (200) - Đông Đức (226) - Tây Đức (275) - Ghana (31) - Anh Quốc (225) - Hy Lạp (44) - Guatemala (48) - Guinée (15) - Guyana (5) - Honduras (6) - Hồng Kông (11) - Hungary (167) - Iceland (8) - Ấn Độ (25) - Indonesia (6) - Iran (14) - Iraq (3) - Ireland (31) - Israel (29) - Ý (167) - Jamaica (25) - Nhật Bản (171) |  | - Kenya (39) - Hàn Quốc (54) - Kuwait (2) - Liban (11) - Libya (1) - Liechtenstein (2) - Luxembourg (5) - Madagascar (4) - Malaysia (31) - Mali (2) - Malta (1) - México (275) (chủ nhà) - Monaco (2) - Mông Cổ (16) - Maroc (24) - Hà Lan (107) - Antille thuộc Hà Lan (5) - New Zealand (52) - Nicaragua (11) - Niger (2) - Nigeria (36) - Na Uy (46) - Pakistan (15) - Panama (16) - Paraguay (1) - Perú (28) - Philippines (49) - Ba Lan (177) |  | - Bồ Đào Nha (20) - Puerto Rico (58) - România (82) - San Marino (4) - Sénégal (21) - Sierra Leone (3) - Singapore (4) - Liên Xô (312) - Tây Ban Nha (122) - Sudan (5) - Suriname (1) - Thụy Điển (100) - Thụy Sĩ (85) - Syria (2) - Đài Loan (43) - Tanzania (4) - Thái Lan (41) - Trinidad và Tobago (19) - Tunisia (7) - Thổ Nhĩ Kỳ (29) - Uganda (11) - Hoa Kỳ (357) - Uruguay (27) - Venezuela (23) - Việt Nam (9) - Quần đảo Virgin thuộc Mỹ (6) - Nam Tư (69) - Zambia (7) |

## Bảng tổng sắp huy chương
| Hạng                | NOC                 | Vàng | Bạc | Đồng | Tổng số |
| ------------------- | ------------------- | ---- | --- | ---- | ------- |
| 1                   | Hoa Kỳ              | 45   | 28  | 34   | 107     |
| 2                   | Liên Xô             | 29   | 32  | 30   | 91      |
| 3                   | Nhật Bản            | 11   | 7   | 7    | 25      |
| 4                   | Hungary             | 10   | 10  | 12   | 32      |
| 5                   | Đông Đức            | 9    | 9   | 7    | 25      |
| 6                   | Pháp                | 7    | 3   | 5    | 15      |
| 7                   | Tiệp Khắc           | 7    | 2   | 4    | 13      |
| 8                   | Tây Đức             | 5    | 11  | 10   | 26      |
| 9                   | Úc                  | 5    | 7   | 5    | 17      |
| 10                  | Anh Quốc            | 5    | 5   | 3    | 13      |
| 11–44               | Các nước còn lại    | 41   | 56  | 66   | 163     |
| Tổng số (44 đơn vị) | Tổng số (44 đơn vị) | 174  | 170 | 183  | 527     |